# Parlamentsvalget i Portugal 1868
Parlamentsvalget i Portugal 1868 blev afholdt den 22. marts og 12. april 1868.

## Partier
- Regering:
  - Avilistas
  - Reformistas
- Opposition:
  - Históricos
  - Regeneradores

## Resultater
| Parti                           | Stemmer | % | Mandater |
| ------------------------------- | ------- | - | -------- |
| Regeneradores                   |         |   | 13       |
| Históricos                      |         |   | 9        |
| Total                           |         |   | 177      |
| Note: Tabellen er ufuldstændig. |         |   |          |
| kILDE:                          |         |   |          |